# Ledanca
Ledanca é um município da Espanha na província de Guadalajara, comunidade autónoma de Castilla-La Mancha, de área 47,12 km² com população de 110 habitantes (2007) e densidade populacional de 2,55 hab/km².

## Demografia
| Variação demográfica do município entre 1991 e 2004 | Variação demográfica do município entre 1991 e 2004 | Variação demográfica do município entre 1991 e 2004 | Variação demográfica do município entre 1991 e 2004 |
| --------------------------------------------------- | --------------------------------------------------- | --------------------------------------------------- | --------------------------------------------------- |
| 1991                                                | 1996                                                | 2001                                                | 2004                                                |
| 188                                                 | 152                                                 | 111                                                 | 120                                                 |